# Lijst van burgemeesters van Beek en Donk
Dit is een lijst van burgemeesters van de voormalige Nederlandse gemeente Beek en Donk tot die gemeente op 1 januari 1997 fuseerde met Aarle-Rixtel en Lieshout tot de nieuwe gemeente Laarbeek.
| Ambtsperiode | Naam burgemeester                                 | Partij of stroming | Bijzonderheden                                                                        |
| ------------ | ------------------------------------------------- | ------------------ | ------------------------------------------------------------------------------------- |
| 181? - 1827  | Christianus Johannes de Jong                      |                    | overl. 21 oktober 1827. Uit het geslacht De Jong, voorheen de heren van Beek en Donk. |
| 1828? - 1838 | J.A. de Munck                                     |                    |                                                                                       |
| 1838 - 1852  | C. (Cornelis) van Kemenade (ca.1798-1867)         |                    |                                                                                       |
| 1852 - 1868  | Arnoldus Petrus van Will                          |                    |                                                                                       |
| 1868 - 18??  | A. van de Ven                                     |                    |                                                                                       |
| 1880 - 1887  | J.L. Switzar                                      |                    |                                                                                       |
| 1887 - 1893  | A.L.G.H.M. Coenen                                 |                    |                                                                                       |
| 1893 - 1901  | Jhr. Jan Olphert de Jong van Beek en Donk         |                    | Werd daarna Gouverneur van Curaçao.                                                   |
| 1901 - 1917  | Christiaan Verhaak                                |                    |                                                                                       |
| 1917 - 1941  | Jhr. Ernest Eugène Marie van Nispen tot Pannerden |                    |                                                                                       |
| 1942 - 1957  | H.J.M. van der Weiden                             |                    | tevens waarnemend burgemeester van Stiphout                                           |
| 1958 - 1968  | Mr. Jo (J.J.) de Leeuw                            | KVP                |                                                                                       |
| 1969 - 1981  | Dr. Fons (A.J.D.) Seelen                          | KVP / CDA          |                                                                                       |
| 1982 - 1994? | Mr. Charles (C.L.A.M.) Hustinx                    | CDA                |                                                                                       |
| 1994? - 1997 | Joop (J.H.F.) Reuver                              | CDA                | Waarnemend                                                                            |